# Agrostis griffithiana
Agrostis griffithiana é uma espécie de gramínea do gênero Agrostis, pertencente à família Poaceae.